# القلمس بن أمية الكناني
القلمس بن أمية الكناني هو القلمس عوف بن أمية بن قلع بن عباد بن حذيفة بن عبد بن فقيم بن عدي بن عامر بن ثعلبة بن الحارث بن مالك بن كنانة بن خزيمة وهو من حكماء العرب وعاش دهراً طويلاً. وكان جده الحارث بن كندة. وقد مات بمكة. وهو الذي يقوم بفناء البيت ويخطب العرب، وكانت العرب لا تصدر حتى يخطبها ويوصيها  وله قصة مع هند بنت الخس أختها خمعة.